# Ян Ерікссон
Ян Е́рікссон (швед. Jan Eriksson, нар. 24 серпня 1967, Сундсвалль) — шведський футболіст, що грав на позиції захисника. Найкращий шведський футболіст 1992 року.

## Клубна кар'єра
У дорослому футболі дебютував 1985 року виступами за команду клубу «Сундсвалль», в якій провів два сезони, взявши участь у 44 матчах чемпіонату.
Своєю грою за цю команду привернув увагу представників тренерського штабу клубу АІК, до складу якого приєднався 1987 року. Відіграв за команду з Стокгольма наступні чотири сезони своєї ігрової кар'єри. Більшість часу, проведеного у складі клубу АІК, був основним гравцем захисту команди.
Протягом 1991–1992 років захищав кольори команди клубу «Норрчепінг».
1992 року уклав контракт з німецьким «Кайзерслаутерном», у складі якого провів наступні два роки своєї кар'єри гравця.
Згодом з 1994 по 1998 рік грав у складі команд клубів АІК, «Серветт», «Гельсінгборг» та «Сандерленд».
Завершив професійну ігрову кар'єру вистуапами в Канаді, у клубі «Тампа-Бей М'ютені», за команду якого грав протягом 1998–1999 років.

## Виступи за збірну
1990 року дебютував в офіційних матчах у складі національної збірної Швеції. Протягом кар'єри у національній команді, яка тривала 5 років, провів у формі головної команди країни 35 матчів, забивши 4 голи.
У складі збірної був учасником чемпіонату світу 1990 року в Італії, а також домашнього для шведів чемпіонату Європи 1992 року. Передбачалася участь Ерікссона й у чемпіонаті світу 1994 року, втім через травму, отриману незадовго до початку цього турніру, він був замінений у заявці на змагання Тедді Лучичем.

## Титули та досягнення
- Найкращий шведський футболіст року: 1992